# کالیکستلاهواکا

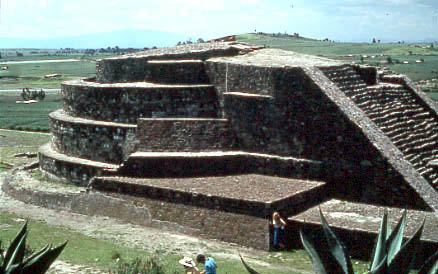
سازهٔ شمارهٔ ۳ در کالیکستلاهواکا

کالیکستلاهواکا(Calixtlahuaca) نام منطقه‌ای باستانشناختی در نزدیکی شهر کنونی تولوکا در ایالت مکزیکو می‌باشد. این شهر وابسته به تمدن آزتک و یکی از پایتخت‌های نیرومند آن بوده‌است.
در دههٔ ۱۹۳۰ خوزه گارسیا پایون باستانشناس این منطقه را کشف‌کرده و چندین نیایشگاه و سازهٔ گوناگون آن را بازسازی نمود. در ۲۰۰۲ مایکل ای اسمیت با پشتیبانی دانشگاه آریزونا و بنیاد علمی ملی دست به کاوش‌های تازه‌ای در این منطقه‌زد. سرانجام در ۲۰۰۷ شماری خانه و ایوان یافته‌شد که شیوهٔ زندگی باشندگان باستانی این نقطه را برای نخستین‌بار آشکار نمود.

## نگارخانه

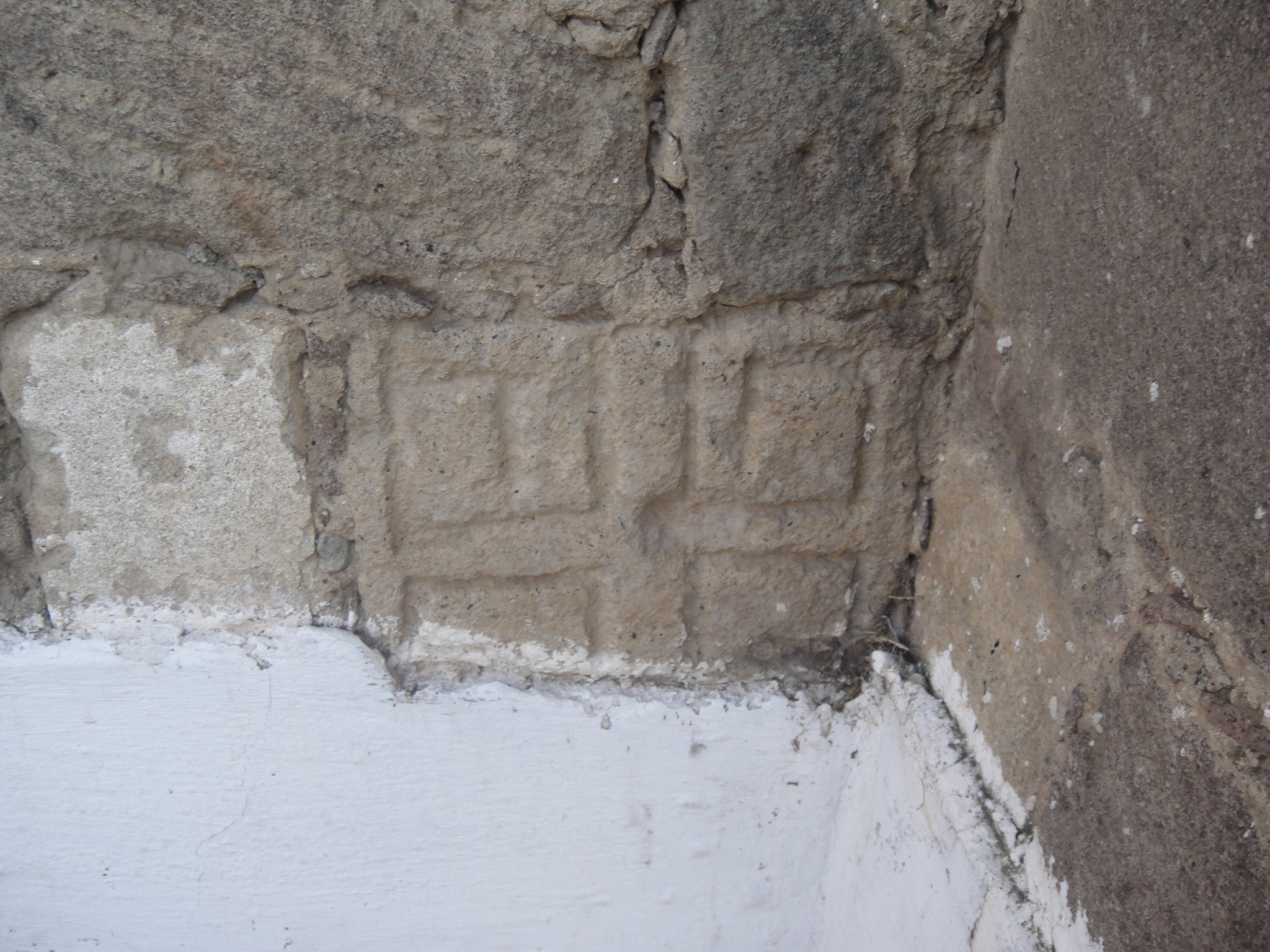
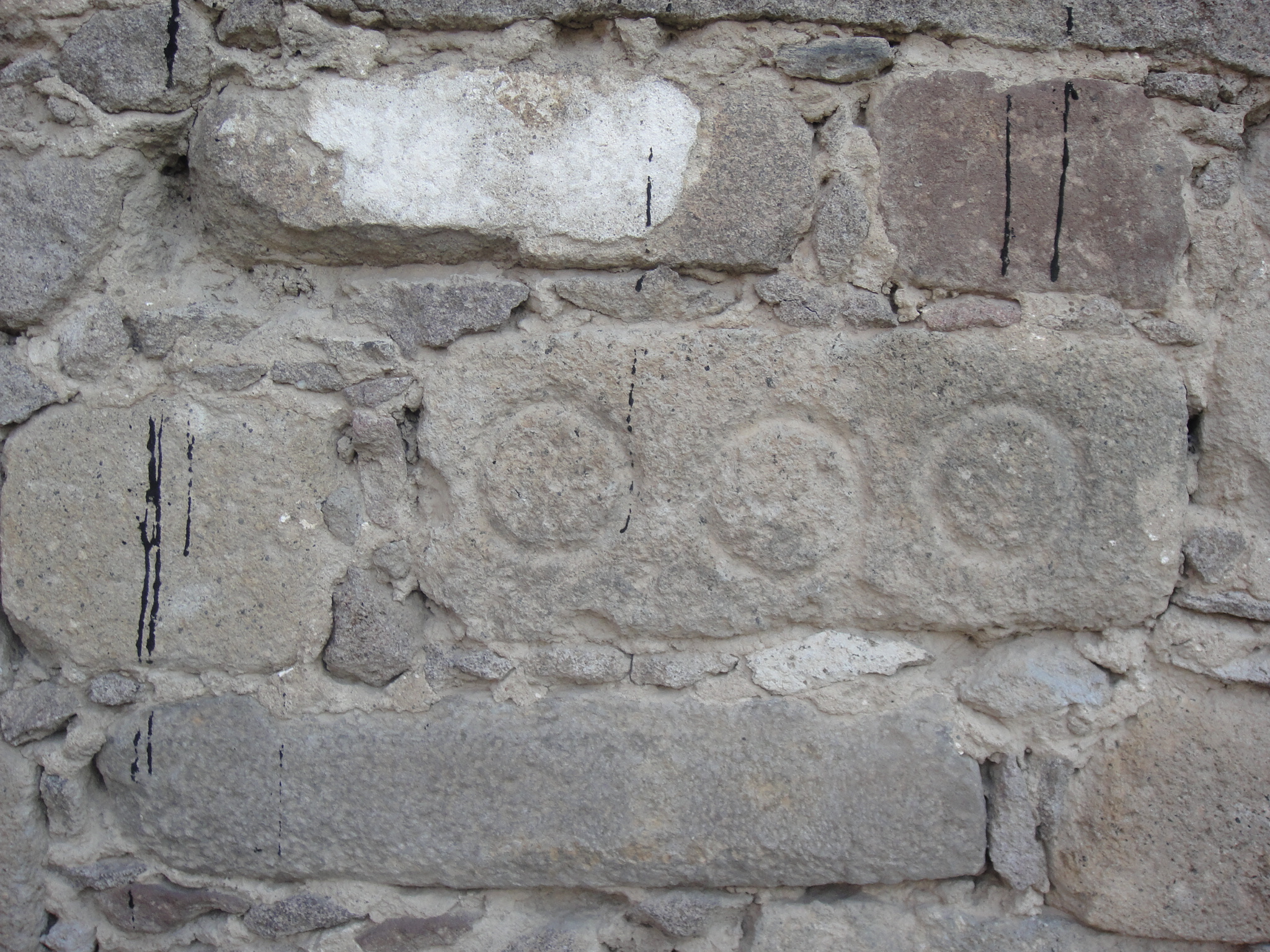
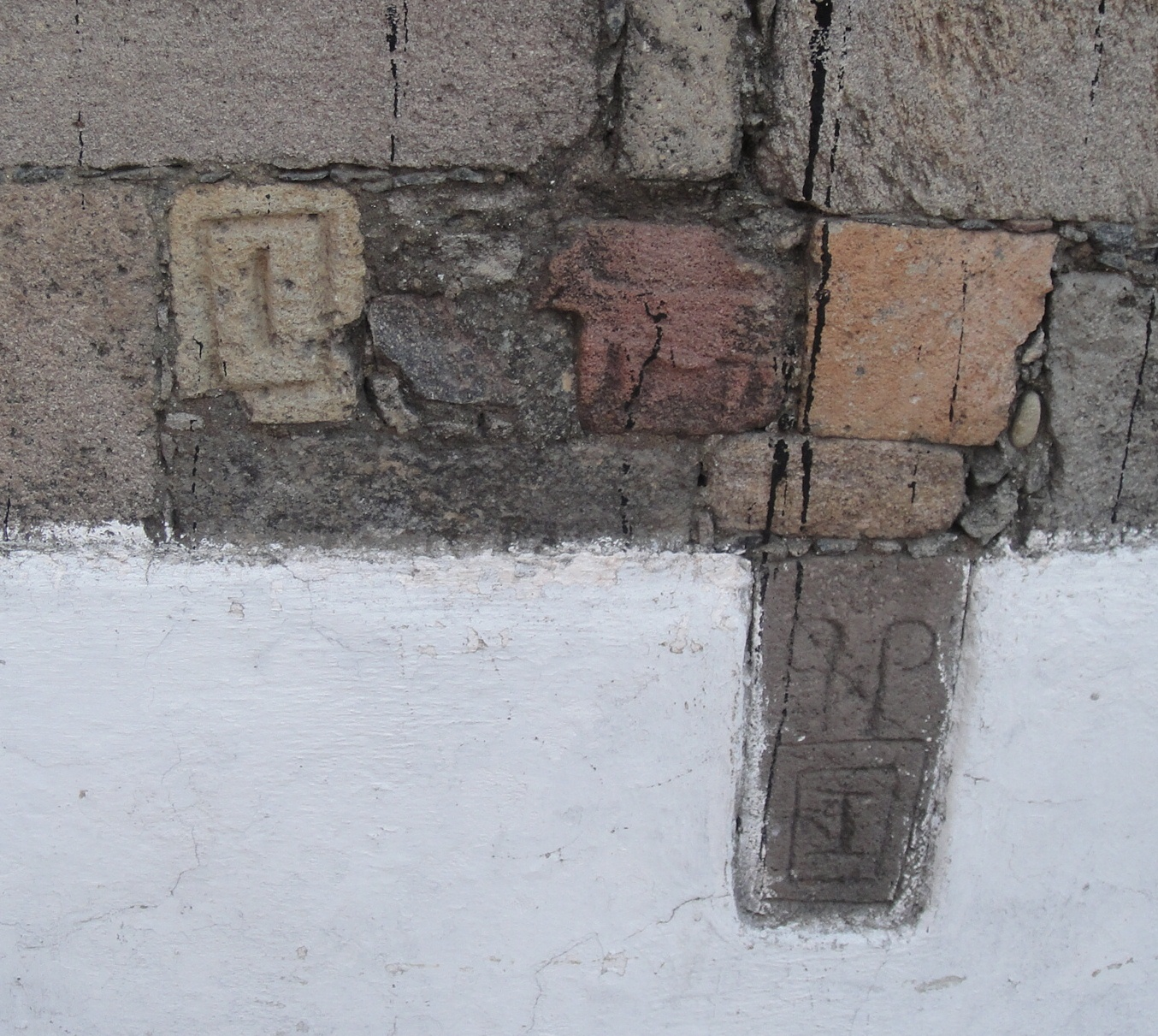
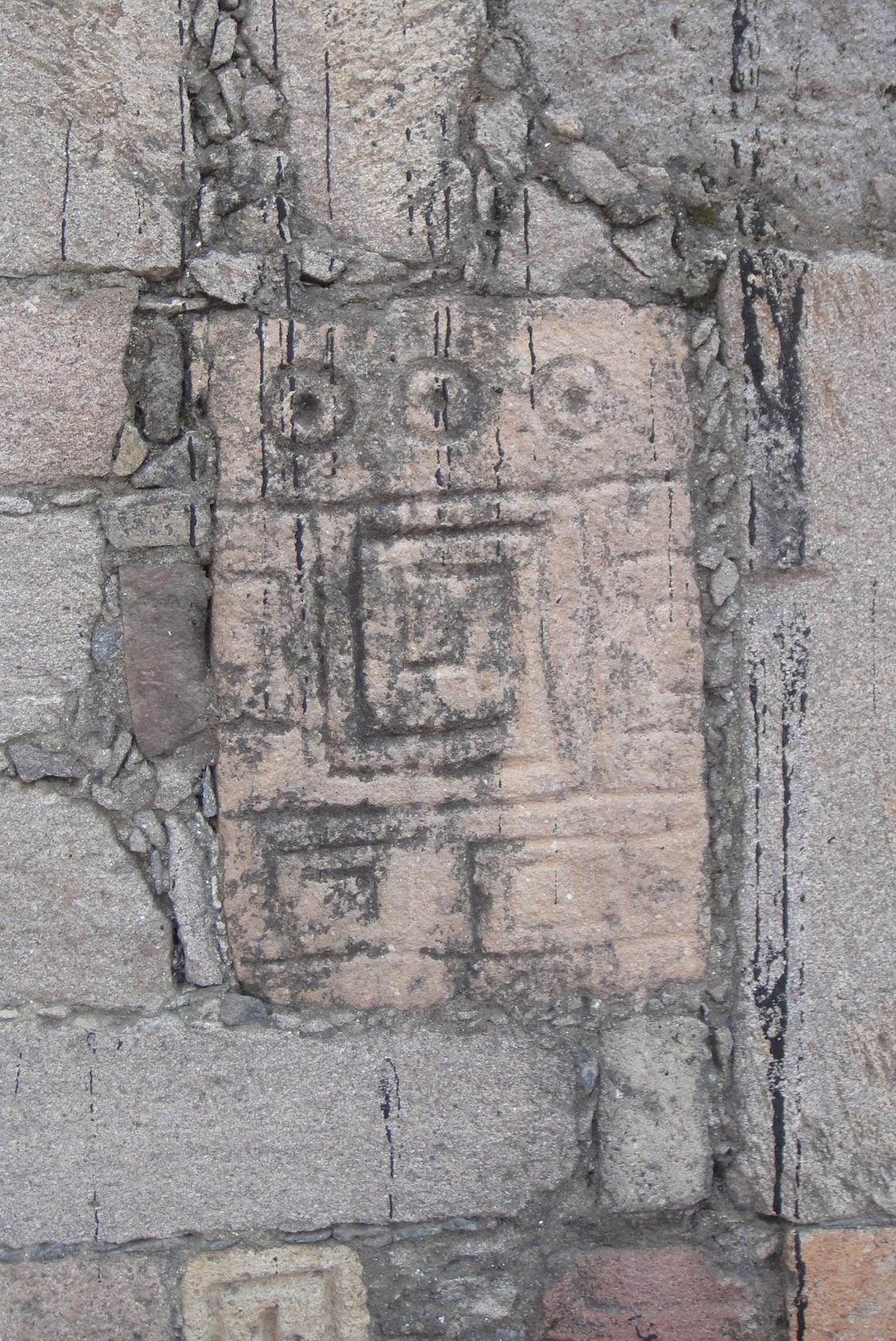
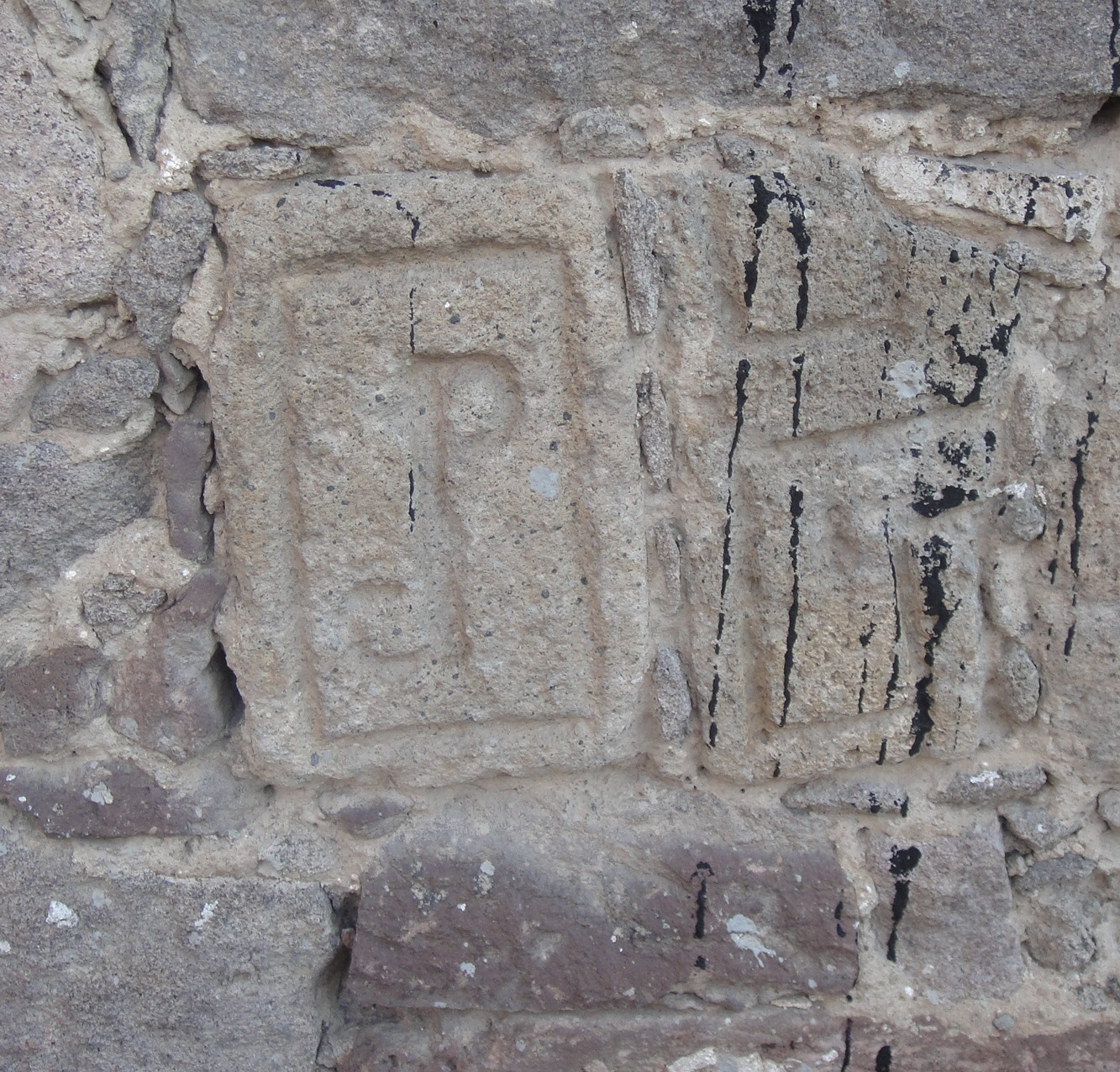
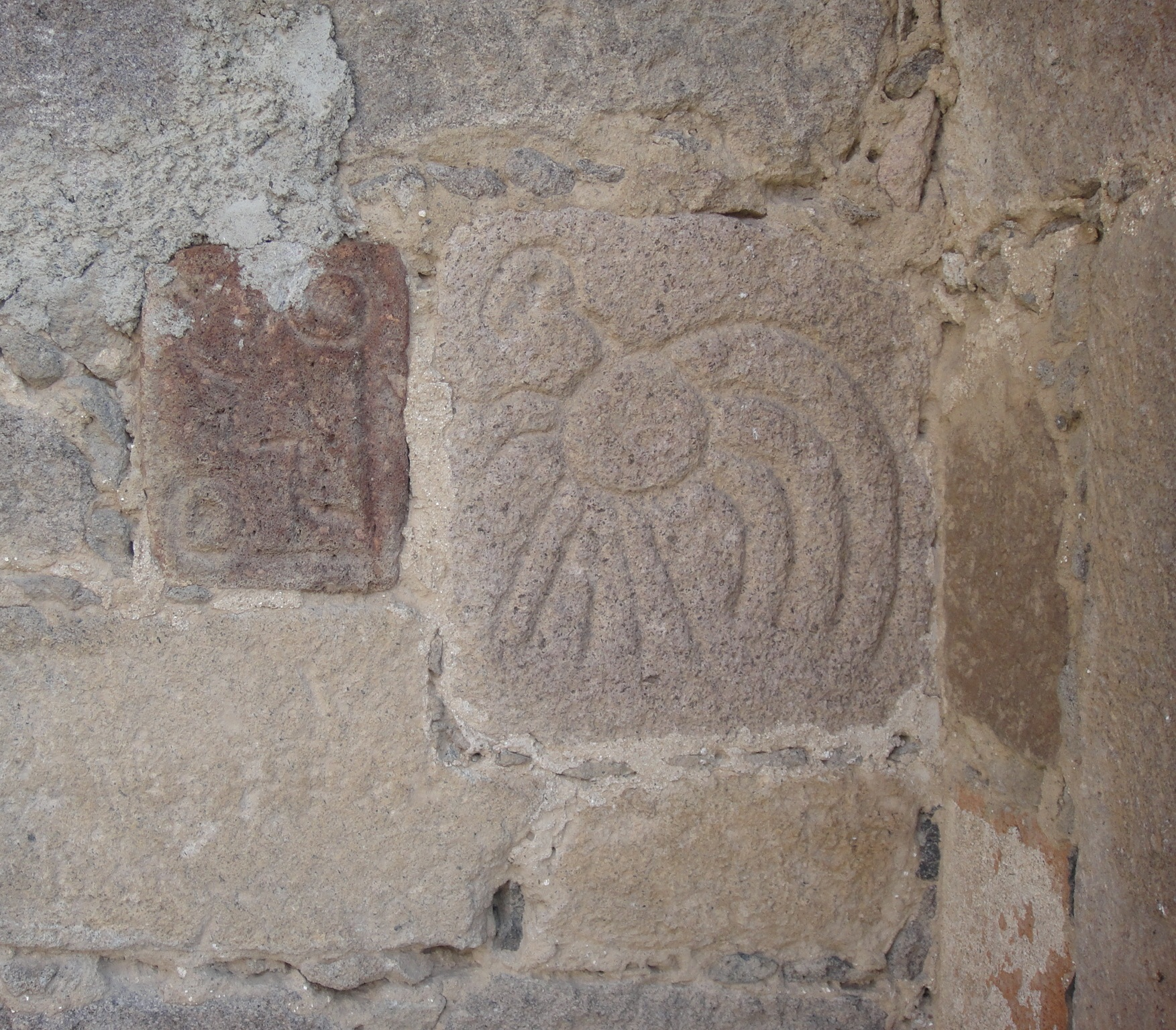
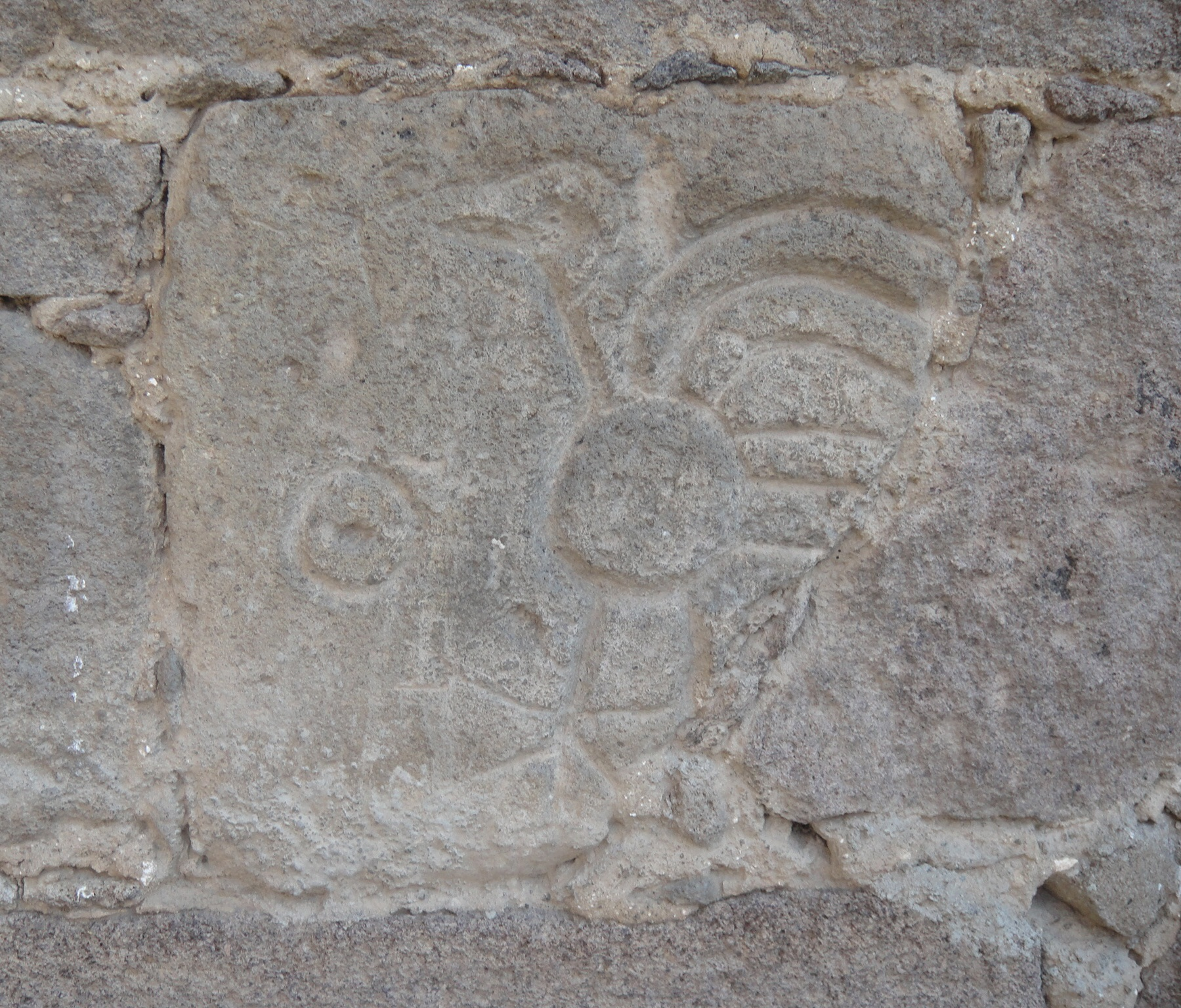
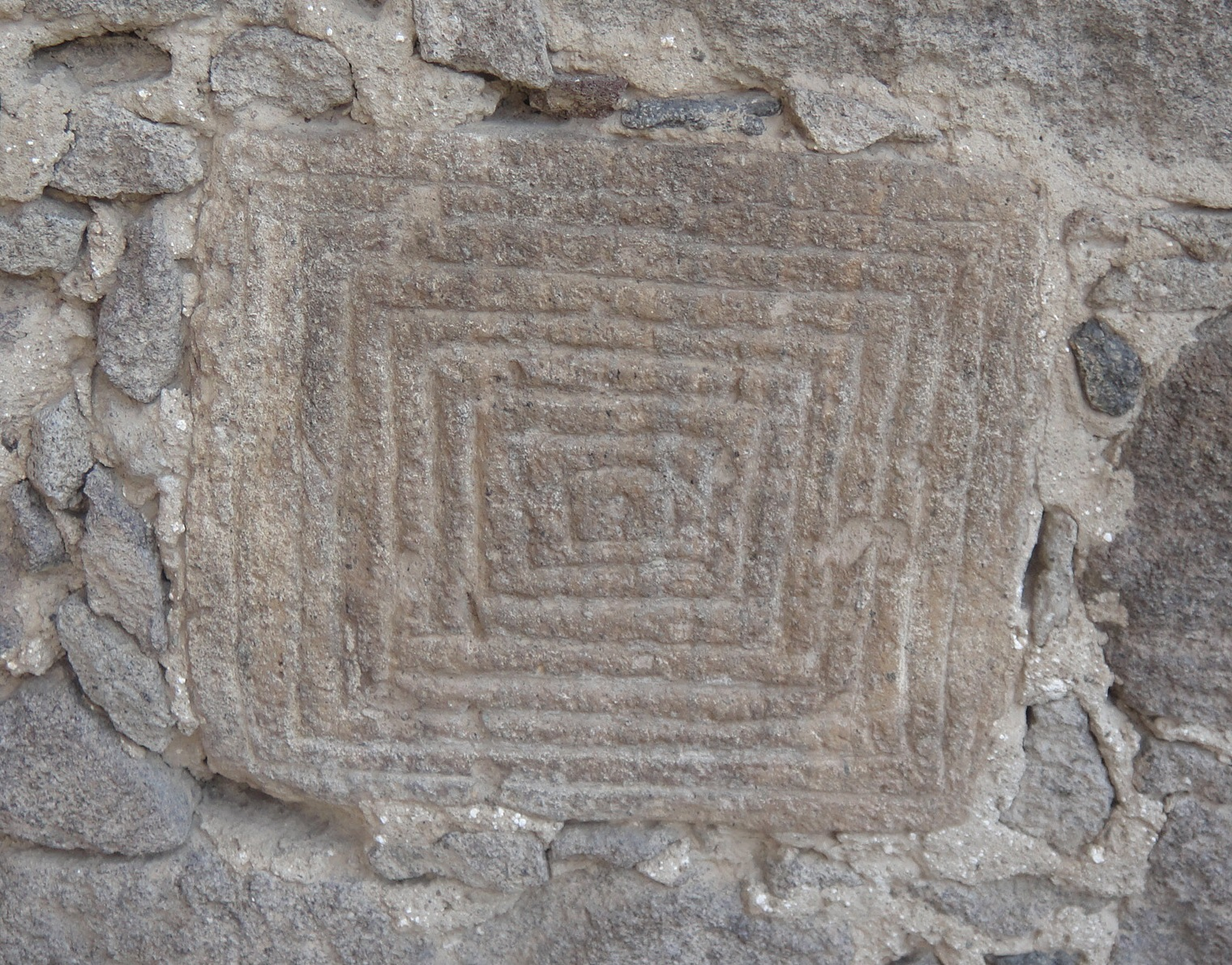
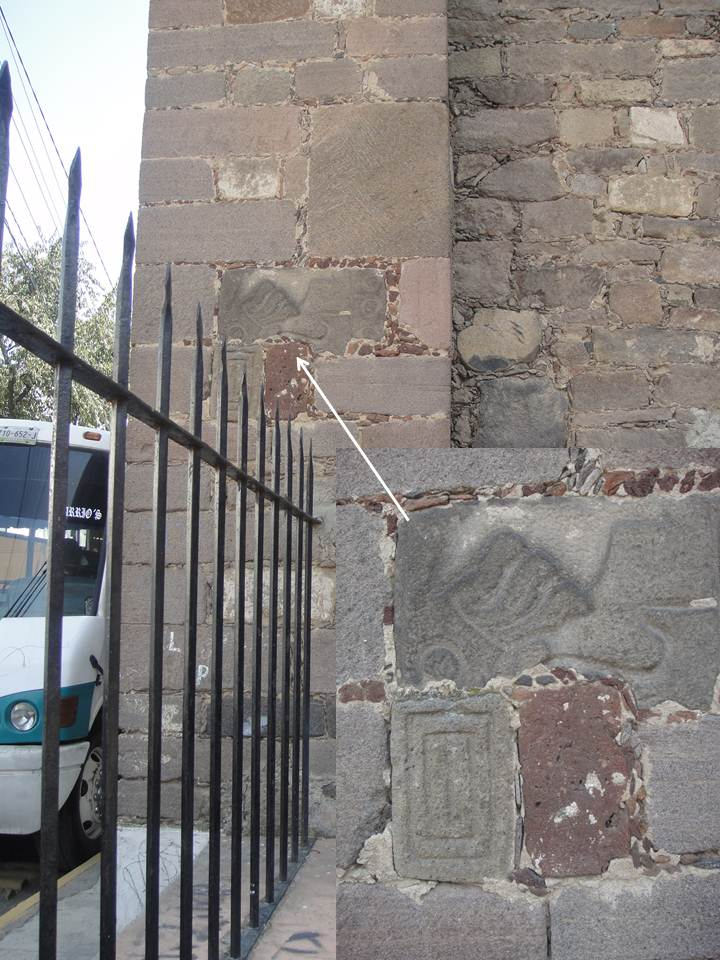
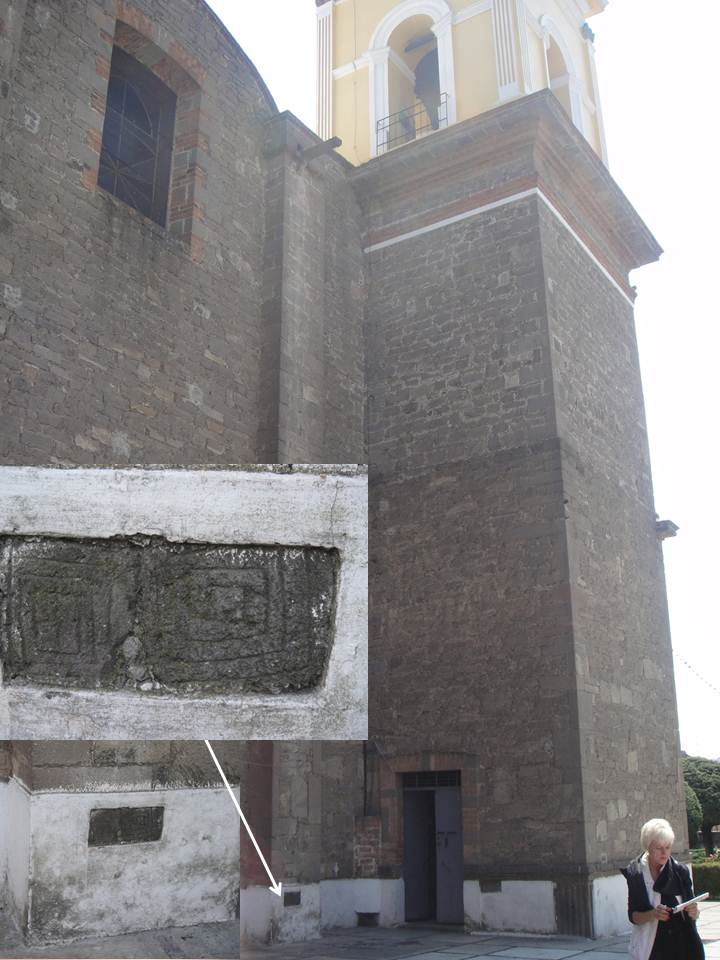